# Tylicz
Tylicz is een dorp in de Poolse woiwodschap Klein-Polen. De plaats maakt deel uit van de gemeente Krynica-Zdrój.